# Jacek Puchała
Jacek Puchała (ur. 19 sierpnia 1956, zm. 27 maja 2011 w Krakowie) – doktor habilitowany nauk medycznych w zakresie medycyny w specjalności: chirurgia dziecięca. Profesor Uniwersytetu Jagiellońskiego, Collegium Medicum, Wydziału Lekarskiego, Polsko-Amerykańskiego Instytutu Pediatrii. Specjalista leczenia oparzeń.

## Życiorys
Od 1984 był pracownikiem Uniwersyteckiego Szpitala Dziecięcego w Prokocimiu. Był ordynatorem Oddziału Chirurgii Rekonstrukcyjnej i Oparzeń i kierownikiem Dziecięcego Centrum Oparzeniowego. Wraz z profesorem Mikołajem Spodarykiem tworzył krakowską szkołę leczenia oparzeń. W Polsce był pionierem wszczepiania integry, czyli "sztucznej skóry", która w leczeniu oparzeń skraca czas rekonwalescencji i pozwala na zminimalizowanie szpecących blizn. Jako pierwszy w kraju zastosował i rozpowszechnił radykalne i głębokie wycinanie oparzonych obszarów skóry metodą Zory Janzekovic.
Od 30 marca 1998 doktor habilitowany (rozprawa: "Charakterystyka oraz leczenie podłużnych wad promieniowych i łokciowych u dzieci", Uniwersytet Jagielloński; Collegium Medicum; Wydział Lekarski).
Był specjalistą II stopnia w chirurgii dziecięcej i specjalistą w chirurgii plastycznej i rekonstrukcyjnej. Członek Zarządu Głównego European Burns Association – EBA (2003–2005), a następnie sekretarzem tej organizacji (2005–2007). W kadencji 2008–2011 był sekretarzem generalnym European/International Club for Pediatric Burns (ECPB). Wiceprezes Polskiego Towarzystwa Leczenia Oparzeń (PTLO) i prezes Polskiego Towarzystwa Mikrochirurgii, członek założyciel Zarządu Głównego Polskiego Towarzystwa Leczenia Ran oraz innych, licznych towarzystw naukowych krajowych i międzynarodowych. Promotor 4 prac doktorskich.
Był laureatem m.in.:
- nagrody "Per aspera ad astra" Polskiego Towarzystwa Chirurgów Dziecięcych
- medalu "Serce za Serce" przyznanego przez Fundację Prometeusz
- Orderu Uśmiechu
- W 2009 otrzymał międzynarodową nagrodę imienia Giuseppe Whitakera, przyznawaną za wybitne osiągnięcia w dziedzinie leczenia oparzeń przez radę chirurgów oparzeniowych wraz ze Światową Organizacją Zdrowia (WHO)[3].

Pochowany na cmentarzu Rakowickim (kwatera LXXXIX, rząd 5, miejsce 22).